# Prassitea (moglie di Eretteo)
Prassitea (in greco antico: Πραξιθέα?, Praxithèā) è un personaggio della mitologia greca, figlia di Frasimo e di Diogeneia.

## Mitologia
Sposò Eretteo, re di Atene che la rese madre di Creusa, Ctonia, Orizia e Procri.
Nella progenie maschile si contano Cecrope, Pandoro, Orneo e Metione.